# ماتيس ثيبول
ماتيس ثيبول (بالإنجليزية: Matisse Thybulle)‏ هو لاعب كرة سلة أمريكي يلعب في مركز مدافع مسدد الهدف أو لاعب هجوم صغير الجسم في نادي فيلادلفيا سفنتي سيكسرز.

## روابط خارجية
- ماتيس ثيبول على موقع إن بي أي (الإنجليزية)
- ماتيس ثيبول على موقع سبورتس رفرنس (الإنجليزية)
- ماتيس ثيبول على موقع كرة السلة الأوروبية.كوم (الإنجليزية)
- ماتيس ثيبول على موقع إي إس بي إن.كوم (الإنجليزية)
- ماتيس ثيبول على موقع كلية كرة السلة في سبورتس رفرنس.كوم (الإنجليزية)
- ماتيس ثيبول على موقع ريلجم (الإنجليزية)
- ماتيس ثيبول على موقع بروبوليرز (الإنجليزية)
- ماتيس ثيبول على موقع سبورتس رفرنس (الإنجليزية)
- ماتيس ثيبول على موقع أوليمبيديا (الإنجليزية)